# Sergio Dalma
Josep Sergi Capdevila Querol (Sabadell, 28 de septiembre de 1964), más conocido por su nombre artístico Sergio Dalma, es un cantante español.

## Carrera

### Inicios musicales
Inició su carrera cantando en bandas y coros, hasta que ganó el programa TV Gent d'aquí de la Televisión Española en Cataluña, que le valió un contrato para cantar en un club nocturno de Barcelona. Su apellido artístico Dalma viene de la localidad leridana de Maldá, donde nació su padre. Actuó por primera vez en TVE en el año 1983 con el nombre artístico de Axel. [cita requerida]
Interpretó canciones para anuncios de televisión, a raíz de esto la firma Horus y un grupo de heavy metal se fijó en él. En muchas de sus entrevistas comenta que le debe la carrera que tiene a María del Monte, quien también pertenecía al sello discográfico Horus.

### 1989-2000: Primeros trabajos discográficos
Fichó por la discográfica Horus, con la que editó su primer disco oficial, Esa chica es mía, en 1989 consiguiendo ser disco de platino en España.[cita requerida] El siguiente disco de estudio Sintiéndonos la piel fue publicado en 1991, se grabó y representó a España en el Festival de la Canción de Eurovisión 1991, en Roma, con la canción Bailar pegados.
Participó dos veces en el Festival Internacional de la Canción de Viña del Mar. En 1992 en el XXXIII Festival Internacional de la Canción de Viña del Mar, incluyó la edición del disco Grandes éxitos para Polygram Chile, que era un recopilatorio de Esa chica es mía y Sintiéndonos la piel. Posteriormente, en 2002 volvería al XLIII Festival Internacional de la Canción de Viña del Mar.
En 2000 da paso a Nueva vida, otro trabajo que obtiene el galardón de disco doble de platino en España.[cita requerida] Para su promoción se lanzaron los sencillos «No me digas que no», «Nueva vida» y «Sólo una vez» en colaboración con Alex Britti.

### 2001-2011:De otro color, A buena hora,TreceyVia Dalma
El noveno disco de su carrera se editó en 2003 y lleva por título De otro color. «Déjame olvidarte», que es la canción que abre el disco, consiguió el premio a mejor canción en catalán en los Premios de la Música.[cita requerida]
En 2008, sale A buena hora, seguido del disco Trece en 2010. Este mismo año edita Via Dalma, un disco que contiene doce clásicos de la música italiana cantados en castellano y uno cantado en italiano. El disco fue producido por Claudio Guidetti.[cita requerida]
A finales de 2011, siguiendo el camino iniciado el año anterior, publica Via Dalma II, en el que hace un repaso por clásicos italianos más recientes que en el disco anterior, con temas como «La cosa más bella» o «Senza una donna» (de Zucchero). Este disco también fue producido por Claudio Guidetti.

### 2012-2015:CadoreyDalma

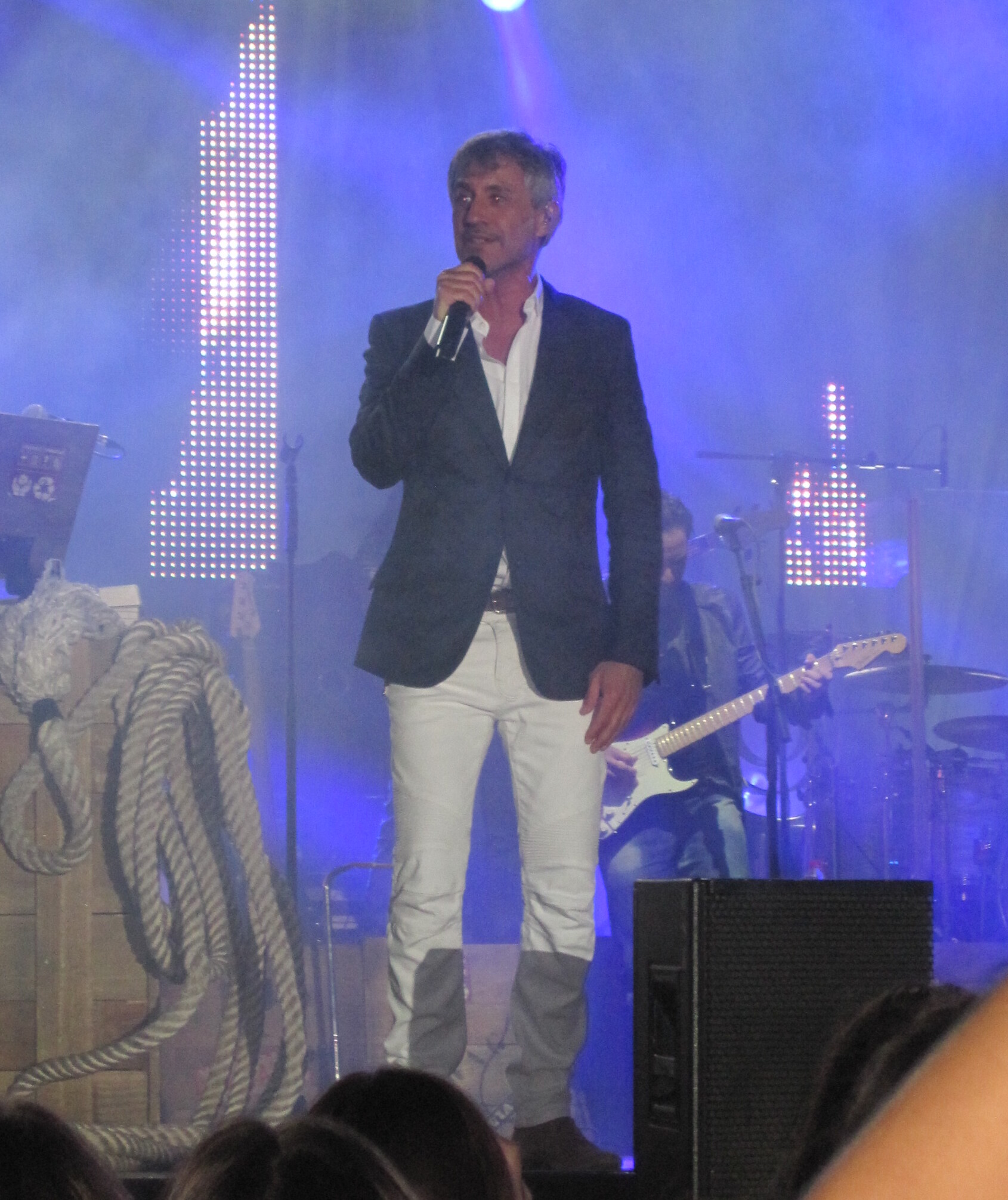
Sergio Dalma durante un concierto en 2012.

En 2012 compartió escenario con Daniela Romo en los Latin Grammy Adwars en Las Vegas, cantando «Yo no te pido la Luna». En noviembre de 2013 publica Cadore 33, título que hace referencia a la calle de Milán donde grabó Vía Dalma y Vía Dalma II, bajo la dirección de Claudio Guidetti con quien repite también en la producción. Gracias a este trabajo consiguió un doble disco de platino.[cita requerida] El primer sencillo fue «Si te vas».
En noviembre de 2014 aparece en el programa Estrella2 de Israel Jaitovich como invitado. Después, en enero de 2015, participó en el programa de La 1 de TVE Hit - la canción, un concurso donde compiten varios compositores desconocidos por hacer de sus canciones la ganadora. La canción finalista elegida por Sergio Dalma fue «Atrévete» de Luis Ramiro.

#### 2015 Dalma
El 30 de octubre de 2015 publica Dalma. El primer sencillo de este nuevo disco es «Tu y yo» seguido de «Eres». Después lanza «Se empieza nuevamente» para América e «Imaginando» para España. El 7 de febrero de 2017 recibe el disco de platino en España por las ventas de Dalma.[cita requerida]

#### 2017 Vía Dalma III
El 1 de septiembre de 2017 sale el sencillo «Sólo tú», correspondiente al adelanto de Vía Dalma 3, la cual cerrará la trilogía de clásicos italianos como prometió siete años antes. Tras vender más de 40.000 copias, consigue el disco de platino por las ventas de Vía Dalma 3.[cita requerida]

#### 2019 Sergio Dalma 30 y tanto …
En 2019 se cumplen 30 años desde el inicio de la carrera de un artista distinto. El cantante celebró en 2019 tres décadas de carrera con ‘Sergio Dalma. 30… y tanto’, un álbum que conmemora su trayectoria con un nuevo enfoque de sus éxitos y que incluye tres temas inéditos. Sergio Dalma. 30… y tanto es el trabajo que quedará para la historia del cambio de década en el camino del artista. El álbum incluye nuevas versiones de trece de sus clásicos más rotundos, seleccionados por el propio Dalma, que imprime un aire renovado a éxitos como Bailar pegados o Solo para ti. Y lo hace con un sonido sorprendente, sustentado sobre una base instrumental bien distinta a la habitual en él, aunque sin abandonar el estilo dalma. El álbum se completa con tres temas inéditos que miran hacia el futuro, tres composiciones capitaneadas por el single Donna, que cuenta con la colaboración de Andrés Ceballos, vocalista de DVICIO. Junto con el álbum, Sergio Dalma presentó también un DVD muy especial, #Los30deDalma, en el que se pueden encontrar cinco joyas acústicas interpretadas en directo con su banda, y que se completa con una grabación distendida en la masía La Casa Murada, el estudio de grabación residencial propiedad familiar de Jesús Rovira Costas, integrante del grupo musical Lax'n'Busto. El cual fue certificado como disco de oro en España tras vender más de 20.000 copias.[cita requerida]

#### 2021 Alegría
A finales de 2021  saca su álbum Alegría. Dalma sigue manteniendo la frescura, con canciones más enérgicas, quizás más alejadas de la balada tradicional pero siempre con el “estilo dalma” por bandera.  Un estilo que sigue cautivando a sus seguidores, propio de un artista que rezuma humildad, frescura y experiencia.[cita requerida]

#### 2023 Sonríe porque estás en la foto
El 24 de noviembre de 2023 sale a la venta el nuevo álbum inédito de Dalma titulado Sonríe porque estás en la foto, el álbum número 22 en la carrera del artista. Este es un disco en el que, sin duda, el artista ha querido `salir de su zona de confort´ trabajando con seis productores diferentes. Todos le aportan al álbum un sonido fresco, irreverente, pegadizo y ciertamente ochentero, con el que Dalma se siente muy cómodo. El álbum cuenta con dos colaboraciones estelares, la de Conchita en “Luciérnagas” y la de Micky Núñez en el tema en catalán “He tocat el cel”. Además, Dalma ha querido homenajear la figura de Mari Trini en la versión de “Una estrella en mi jardín”.[cita requerida]

## Vida privada
Estudió tres años de canto clásico y además también posee estudios de Filología Románica.[cita requerida] 
Se casó con la modelo Maribel Sanz, en secreto y por lo civil, en enero de 1994. En septiembre de 1997 se volvieron a casar, pero esta vez la ceremonia fue religiosa. Se divorció en julio de 1998. Su único hijo Sergi, fruto de esta relación, nació el 16 de agosto de 1995.

## Discografía

### Álbumes de estudio
- 1989: Esa chica es mía
- 1991: Sintiéndonos la piel
- 1992: Adivina
- 1993: Sólo para ti
- 1995: Cuerpo a cuerpo
- 1998: Historias normales
- 2000: Nueva vida
- 2003: De otro color
- 2005: Todo Lo Que Quieres
- 2008: A buena hora
- 2010: Via Dalma
- 2010: Trece
- 2011: Via Dalma II
- 2013: Cadore 33
- 2015: Dalma
- 2017: Vía Dalma III
- 2019: 30 y tanto
- 2021: Alegría
- 2023: Sonríe porque estás en la foto

### Álbumes en directo
- 1996: En Concierto
- 2014: #YoEstuveAllí

### Sencillos
- Esa Chica es mía (1989)
- Te quiero mamma  (1989)
- Soy tremendo   (1990)
- Castigado por pensar en ti   (1990)
- Bailar pegados   (1991)
- Galilea   (1991)
- Princesa/ Qué Manía (1991)
- Como cada mañana  (1992)
- Ave Lucía   (1992)
- La vida empieza hoy (1992)
- Una historia distinta  (1992)
- Febrero   (1992)
- Sólo para ti   (1993)
- La mujer de mi vida  (1993)
- Qué chica  (1994)
- No despertaré  (1995)
- Náufragos  (1995)
- Los niños de la guerra  (1995)
- Si tengo que morir  (1996)
- Sólo para ti - En Concierto  (1996)
- Por un minuto - En Concierto  (1996)
- Como me gusta - En Concierto  (1996)
- Doo doo doo  (1998)
- Como un aleluya  (1998)
- La vida pasa   (1998)
- Esta noche es larga si no estás  (1999)
- No me digas que no (2000)
- Nueva vida  (2000)
- Sólo una vez (2000)
- Camaleón  (2001)
- Déjame olvidarte  (2003)
- Fuego en el alma  (2003)
- Ya lo verás  (2003)
- Baila Baila  (2003)
- La decisión (2003)
- Mi historia entre tus dedos  (2004)
- Galilea'04 (2004)
- Todo lo que quieres (2005)
- La quiero a morir (2005)
- Si muriéramos mañana  (2005)
- A buena hora  (2008)
- Maravillosa criatura  (2008)
- Silencio perfecto (2008)
- Mientras tanto  (2010)
- Cuidaré (2010)
- Tú (2010)
- El jardín prohibido (2011)
- Soy un italiano  (2011)
- El mundo  (2011)
- Te amo  (2012)
- Yo no te pido la luna (2012)
- La cosa más bella  (2012)
- Si te vas (2013)
- Recuerdo crónico (2014)
- Un preso en tus labios  (2014)
- Tú mi bella - Yo estuve allí  (2014)
- Tú y yo  (2015)
- Eres  (2016)
- Se empieza nuevamente- América (2016)
- Imaginando  (2016)
- Sólo tú (2017)
- Este amor no se toca (2017)
- Volare  (2017)
- Yo que no vivo sin ti  (2018)
- Donna  (2019)
- El diablo dentro  (2019)
- Sólo para ti - acústico'19  (2019)
- A buena hora - acústico'19  (2020)
- La noche de San Juan (2021)
- Por amor al arte (2021)
- La vida  (2021)
- Sonríe porque estás en la foto  (2023)
- He cerrado los ojos para verte  (2023)
- Madrid - Buenos Aires  (2023)